# Greggered
Greggered är en småort i Lindome socken i Mölndals kommun i Västra Götalands län.